# Nedre Skafttjärnen
Nedre Skafttjärnen är en sjö i Bergs kommun i Jämtland och ingår i Indalsälvens huvudavrinningsområde. Sjön har en area på 0,0925 kvadratkilometer och ligger 752,1 meter över havet.

## Delavrinningsområde
Nedre Skafttjärnen ingår i det delavrinningsområde (699758-138763) som SMHI kallar för Utloppet av Stor-Björnsjön. Medelhöjden är 789 meter över havet och ytan är 7,75 kvadratkilometer. Räknas de 12 avrinningsområdena uppströms in blir den ackumulerade arean 63,84 kvadratkilometer. Björnsjöån som avvattnar avrinningsområdet har biflödesordning 3, vilket innebär att vattnet flödar genom totalt 3 vattendrag innan det når havet efter 329 kilometer. Avrinningsområdet består mestadels av skog (25 procent), sankmarker (43 procent) och kalfjäll (22 procent). Avrinningsområdet har 0,69 kvadratkilometer vattenytor vilket ger det en sjöprocent på 8,9 procent.